# Provinz Palena

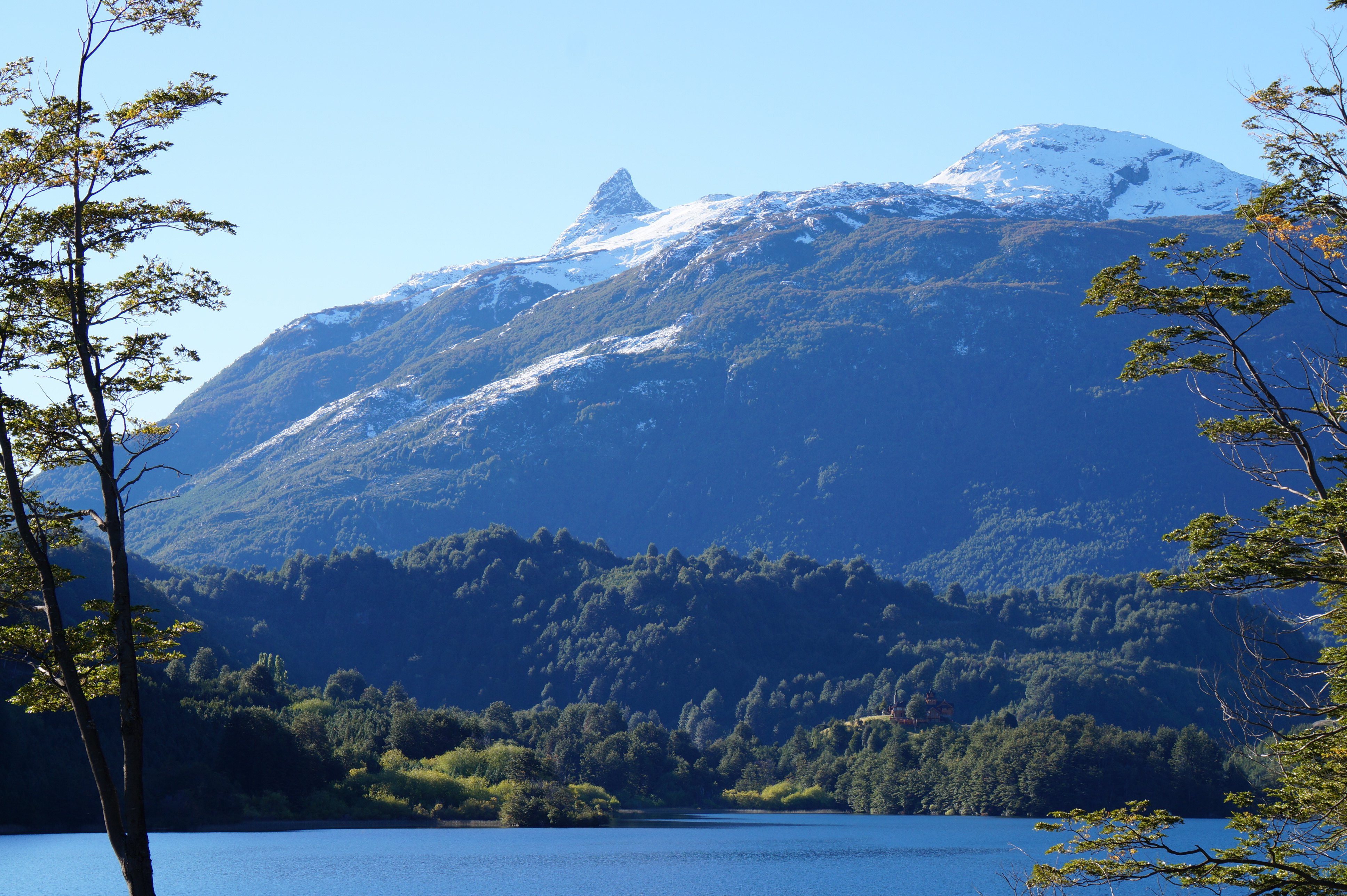
Landschaft bei Futaleufú

Die Provinz Palena (spanisch Provincia de Palena) ist eine Provinz in der chilenischen Región de los Lagos. Die Hauptstadt ist Futaleufú. Beim Zensus 2017 lag die Einwohnerzahl bei 18.349 Personen. Die Provinz Palena ist nach dem Palena-See benannt, der wiederum von dem italienischen Jesuiten Nicolás Mascardi nach der Stadt Palena in den Abruzzen benannt wurde.

## Geographie
Das Gebiet wird auch kontinentales Chiloe oder nördliches Patagonien genannt, da Geographen die Provinz Palena als Ausgangspunkt des chilenischen Patagoniens betrachten, das sich südlich von Palena bis nach Feuerland erstreckt. Die Provinz Palena ist abgelegen und schwierig zu erreichen. Tatsächlich ist Palena eine der am dünnsten besiedelten Provinzen des Landes und weist eine interessante Geographie auf, die von steilen Fjorden, Flüssen, heißen Quellen und zahlreichen schneebedeckten Vulkanen geprägt ist. Die chilenische Ruta 7 (Carretera Austral) führt nicht durch die zerklüftete Geographie der Provinz Palena. Autofahrer, die das Gebiet mit dem Auto erreichen, müssen zwei Fähren über die Fjorde nehmen, um die Provinz zu durchqueren.

## Geschichte
Historisch war Chaitén die Hauptstadt der Provinz. Aufgrund des Ausbruchs des Vulkans Chaitén und der anschließenden Zerstörung dieser Stadt wurde Futaleufú im März 2009 zur neuen Provinzhauptstadt ernannt. 

## Gemeinden
Die Provinz Palena gliedert sich in 4 Gemeinden:
- Chaitén
- Futaleufú
- Hualaihué
- Palena